# Lepyrodon hexastichus
Lepyrodon hexastichus är en bladmossart som beskrevs av Roelof J.van der Wijk och Margadant 1960. Lepyrodon hexastichus ingår i släktet Lepyrodon och familjen Lepyrodontaceae. Inga underarter finns listade i Catalogue of Life.